# Ciclismo su pista ai Giochi europei
Il Ciclismo su pista è stata inserito nel programma dei Giochi europei nella seconda edizione, che si è svolta nel 2019.

## Edizioni
| Giochi | Anno | Sede  | Gare |
| ------ | ---- | ----- | ---- |
| II     | 2019 | Minsk | 20   |

## Medagliere complessivo
Aggiornato alla seconda edizione
| Pos.   | Paese       | Oro | Argento | Bronzo | Totale |
| ------ | ----------- | --- | ------- | ------ | ------ |
| 1      | Paesi Bassi | 6   | 5       | 1      | 12     |
| 2      | Russia      | 5   | 1       | 7      | 13     |
| 3      | Grecia      | 2   | 0       | 0      | 2      |
| 4      | Italia      | 1   | 5       | 2      | 8      |
| 5      | Svizzera    | 1   | 1       | 2      | 4      |
| 6      | Regno Unito | 1   | 1       | 1      | 3      |
| 7      | Lituania    | 1   | 1       | 0      | 2      |
| 7      | Ucraina     | 1   | 1       | 0      | 1      |
| 9      | Bielorussia | 1   | 0       | 2      | 3      |
| 10     | Rep. Ceca   | 1   | 0       | 1      | 2      |
| 11     | Francia     | 0   | 3       | 0      | 3      |
| 12     | Polonia     | 0   | 1       | 3      | 4      |
| 13     | Austria     | 0   | 1       | 0      | 1      |
| Totale | Totale      | 10  | 10      | 10     | 30     |